# Lockheed AC-130
Lockheed AC-130 představuje speciální letoun palebné podpory. Jedná se o těžce vyzbrojenou modifikaci transportního letounu Lockheed C-130 Hercules. Je společně vyráběn firmami Boeing a Lockheed Corporation. Nejvýkonnější a patrně konečnou verzí letounu je Lockheed AC-130U Spectre Gunship.

## Vývoj

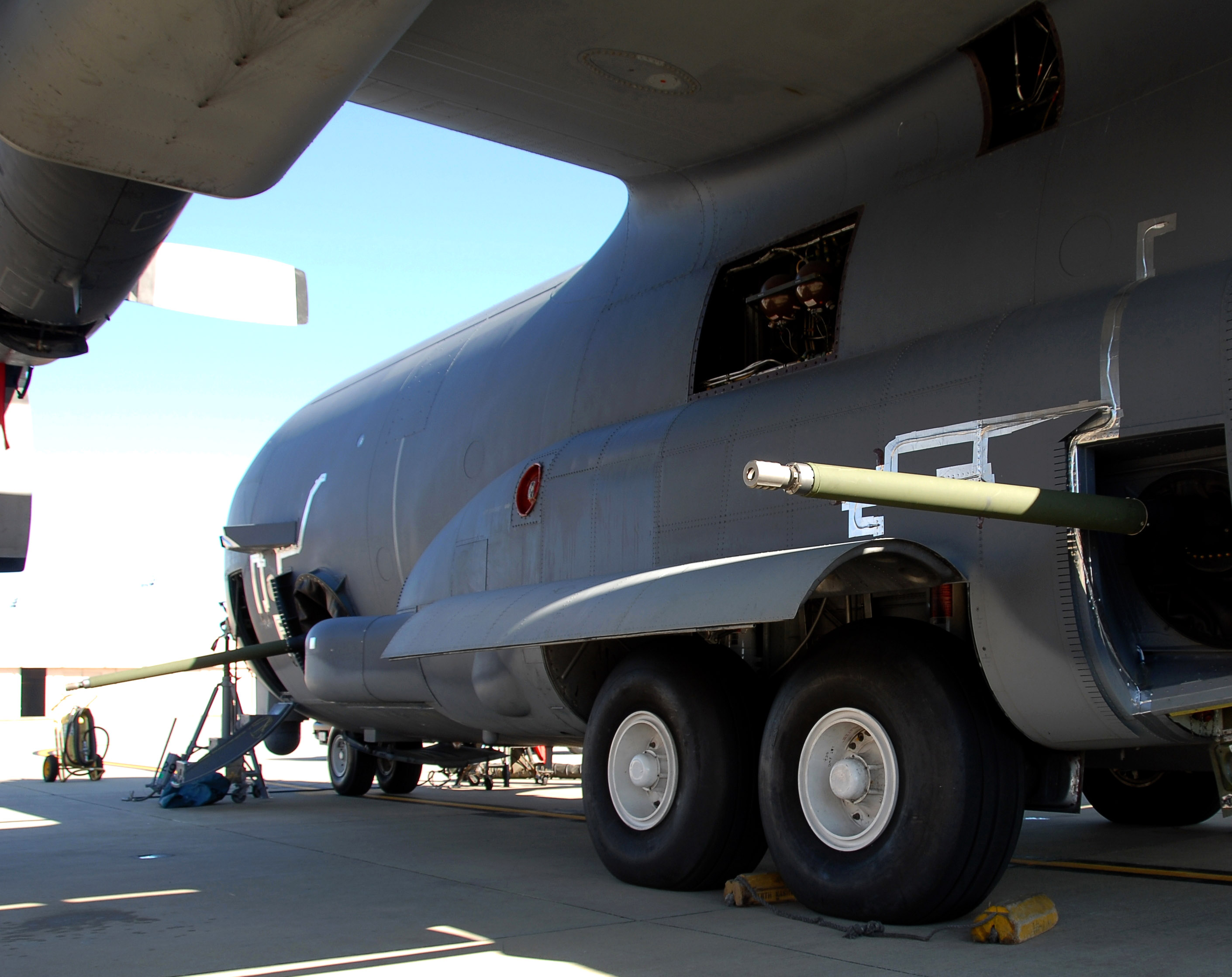
AC-130U vyzbrojený dvěma 30 mm kanony Bushmaster II, 2007

Letadla palebné podpory řady AC-130 vznikla v průběhu vietnamské války s přihlédnutím k specifickým podmínkám tohoto bojiště. Jejich hlavním úkolem bylo vyhledávání a ničení pozemních (především plošných) cílů palbou mohutné výzbroje hlavňových zbraní soustředěných na jednom boku. Tyto letouny měly velmi dlouhou vytrvalost, nesly značné množství munice a vyznačovaly se vysokou palebnou silou.
Protože však představovaly velmi snadný cíl, mohly být použity jen proti cílům se slabou protileteckou obranou. První létající „bitevní lodi“ AC-130A byly vyzbrojeny 4 šestihlavňovými kulomety M134 (minigun) ráže 7,62 mm a stejným počtem šestihlavňových kanonů M61 Vulcan ráže 20 mm. Následující verze AC-130E a AC-130H dostaly výzbroj výrazně účinnější.
Až na dva Vulcany bylo ostatních šest zbraní nahrazeno automatickým kanónem ráže 40 mm a upravenou armádní houfnicí ráže 105 mm. Rovněž byl upraven systém pro vyhledávání cílů a řízení palby, který mimo jiné obsahuje infračervený senzor, kameru pro nízkou intenzitu osvětlení a detektor elektromagnetického vyzařování. Stroje AC-130H byly nasazeny při podpoře invaze na Grenadu v roce 1983 a tento letoun byl například použit k podpoře spojeneckých pozemních vojsk proti irácké armádě při bitvě o saúdskoarabské pohraniční město Al-Kafči během války v Zálivu.[zdroj⁠?!]
Protože se v praxi obecně potvrdila vysoká palebná síla a relativně dobrá přesnost střelby letounů AC-130, rozhodlo se velení amerického vojenského letectva starší verze těchto strojů modernizovat.
Hlavním důvodem byl dost zastaralý střelecký i navigační systém, jehož technologická úroveň odpovídá polovině 60. let. Celou modernizaci dostala na starost firma Rockwell. K zahájení vývoje došlo v červenci 1987, první prototyp vzlétl 20. prosince 1990. Za základ nové verze označené jako AC-130U byl vzat drak letounu C-130H, do kterého je zabudován nový systém pro vyhledávání cílů a komplexní řízení palby. Díky němu může AC-130U, na rozdíl od staršího AC-130H, vést mířenou palbu i za špatného počasí a přes hustou clonu z mraků.

## Konstrukce

### Tři klíčové systémy

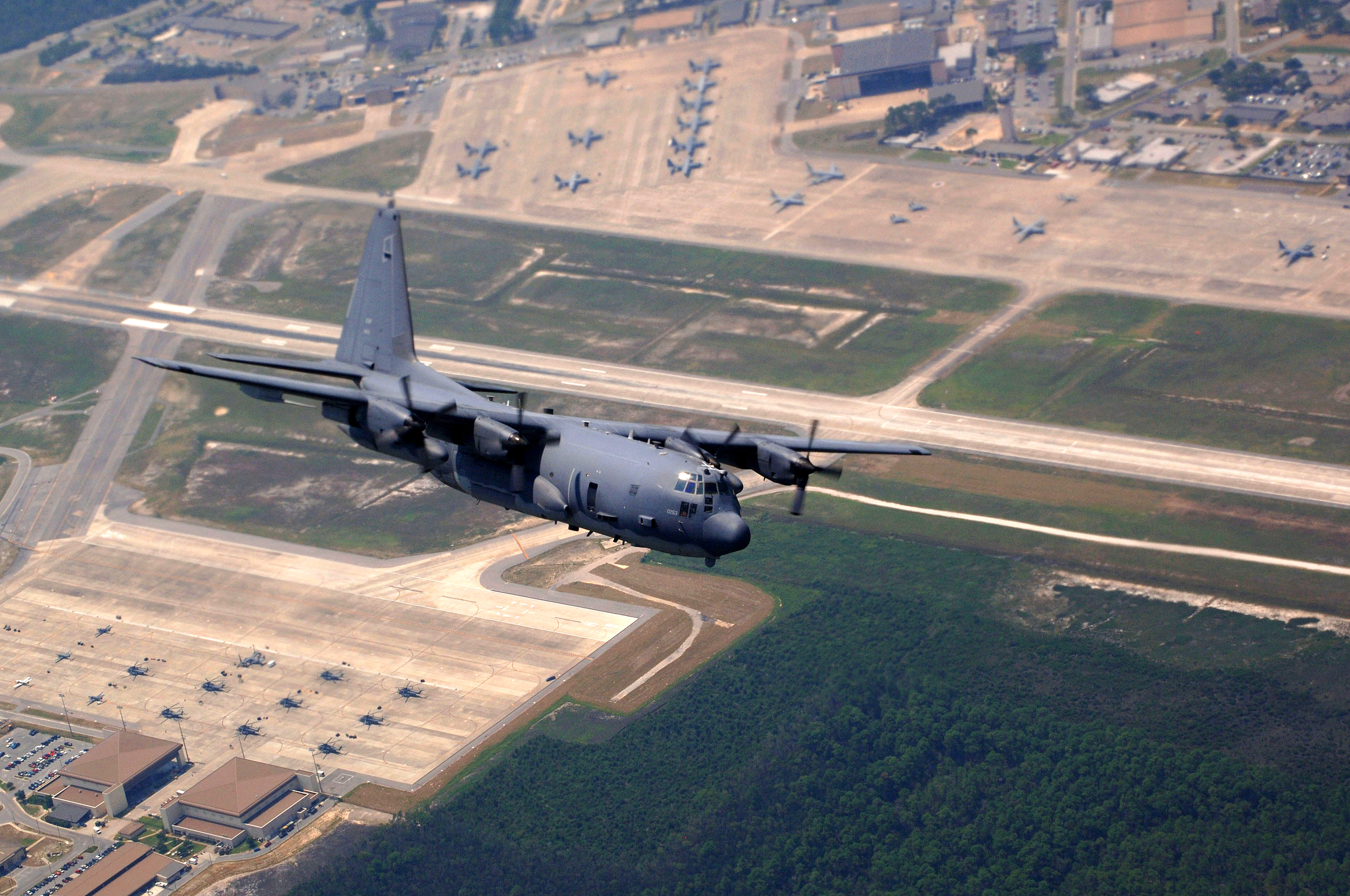
AC-130U nad Hurlburt Field

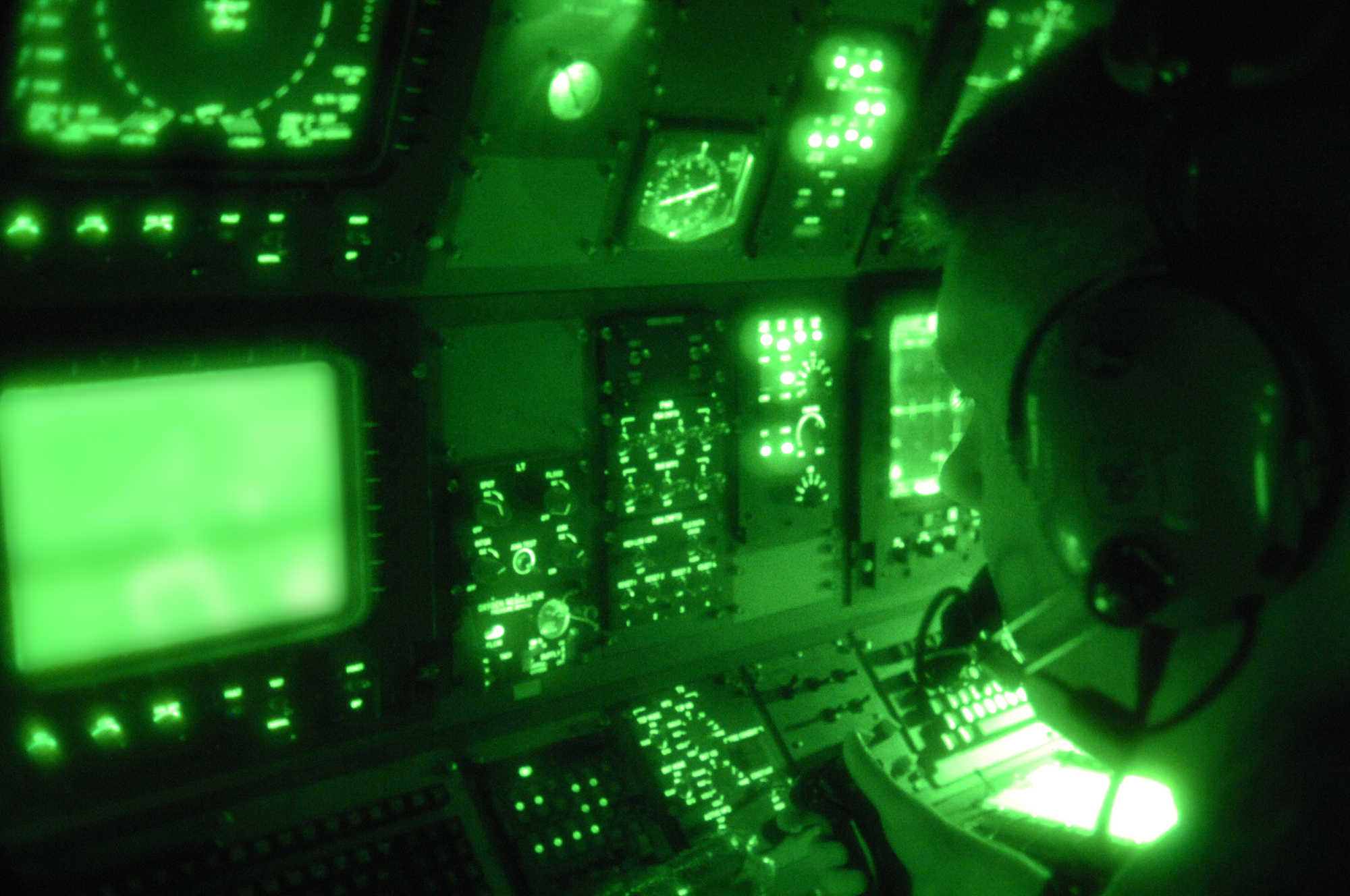
Souprava senzorů na AC-130U

V přídi trupu je instalován střelecký radiolokátor AN/APQ-180, který byl odvozen z typu AN/APG-70 užívaného v letounu F-15 Eagle. Na levém boku je instalován infračervený senzor Texas Instruments AN/AAQ-17 a za ním alternativně i velmi citlivý televizní systém britské firmy GEC pro činnost v denních i nočních podmínkách.[zdroj⁠?!] Je propojen s projektorem, osvětlujícím cíle lidským okem neviditelným laserovým paprskem. Na vizuální zaměřování pozemních cílů se používá před bočním okénkem instalovaný průhledový displej. Navigační soustavu tvoří kombinace inerciální jednotky a přijímače družicové soustavy GPS.
Od svých předchůdců se AC-130U liší i vyzbrojí. V přední zbraňové sekci byly původní dva kanóny M61 Vulcan nahrazeny jedním výkonným pětihlavňovým typem GAU-12/U ráže 25 mm. Tímto zásahem prakticky nedošlo ke zmenšení palebné síly letounu, protože nový kanón je v porovnání s typem M61 výrazně účinnější.[zdroj⁠?!] Hmotnost projektilu je prakticky dvojnásobná a spolu s vyšší úsťovou rychlostí má GAU-12/U i delší účinný dostřel, což letounu umožňuje útočit na cíl z větší vzdálenosti. Po konstrukční stránce je GAU-12/U automatickou zbraní na principu rotujícího svazku hlavní, poháněného pneumatickým motorem.
Hmotnost vlastní zbraně bez lafety nepřevyšuje 125 kg. Rychlost střelby lze regulovat až na maximálních 4200 ran/min. Úsťová rychlost každé střely dosahuje 1095 m/s. Pro použití GAU-12/U v letounu AC-130U vyvinula firma Alliant Techsystems speciální vysoce výbušnou/zápalnou munici PGU-38/U, určenou především pro ničení nepancéřovaných cílů a živé síly. Projektil má hmotnost 184 g a obsahuje 30 g vysoce účinné trhaviny se speciálním zapalovačem FMU-151/B. Pro kanón je standardně nesena zásoba 3200 nábojů.
Zadní zbraňová sekce AC-130U je identická se starším AC-130H. Obsahuje automatický kanón M2A1 (licenční Bofors L/60) ráže 40 mm, vystřelující projektily o hmotnosti 860 g rychlostí až 120 ran/min., a upravenou, ručně nabíjenou, armádní houfnici M102 ráže 105 mm s rychlostí palby 8 ran/min. Obsluha zbraní je tříčlenná.

### Systém řízení palby

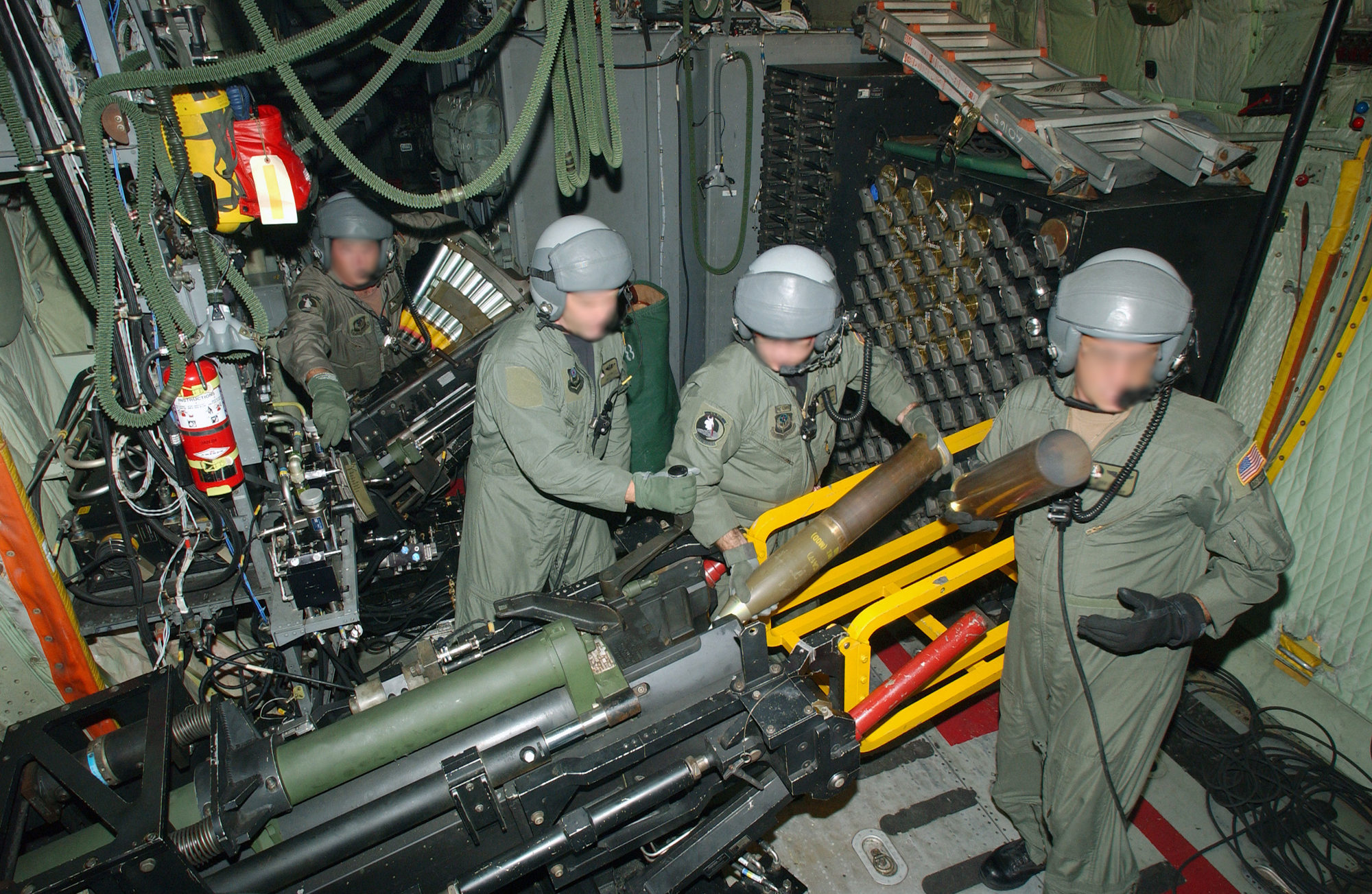
Nabíjení 40 mm kanonu a 105mm kanonu (v popředí)

Senzory vyhledávající nepřátelské cíle a zbraně jsou integrovány do počítačového systému řízení palby, jehož základem jsou čtyři vojenské počítače IBM AP102.[zdroj⁠?!] Obsluhu bojového centra pro vyhledávání cílů a řízení palby zajišťuje sedm operátorů ve středové části trupu za pilotní kabinou.
Toto bojové centrum umožňuje vést palbu současně na dva různé cíle.[zdroj⁠?!] Radiolokátor, termovizní a elektrooptické vybavení vylepšují dva palubní pozorovatelé. Celý letoun řídí tříčlenná posádka. Vybrané části letounu, hlavně pilotní kabina, jsou chráněny keramickým pancéřováním.
Integrované zařízení pro doplňování paliva za letu dovoluje provádět velmi dlouhé bojové mise. Všechny prostory posádky jsou proto přetlakové, aby se zvýšilo pohodlí při dlouhých letech (starší AC-130H tuto vlastnost nemá).

### Komplexní obranná soustava
Kvůli bojovému nasazení v malých letových hladinách a poměrně nízké letové rychlosti existuje vysoké riziko jeho přímého ohrožení pozemními prostředky PVO protivníka. Proto je AC-130U vybaven také komplexní obrannou soustavou. Ta je tvořena varovnými senzory při ozáření letounu radiolokátorem (RWR) nebo laserovým paprskem (LWR), aktivními RL/IČ rušičkami a velkokapacitním zařízením pro vypouštění klamných RL/IČ cílů.[zdroj⁠?!]

## Operační nasazení

### Válka ve Vietnamu

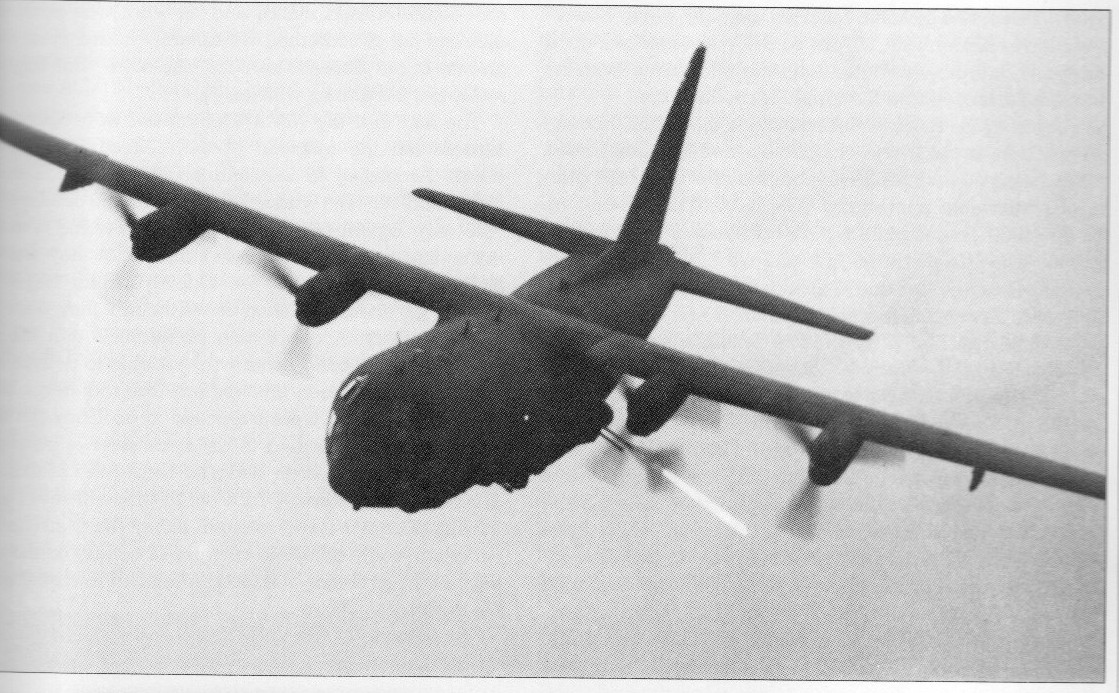
AC-130 v jižním Laosu circa 1970

Prototyp AC-130A byl poslán na první bojové mise během války ve Vietnamu v únoru 1968, kdy začal létat nad územím Vietnamu[zdroj⁠?!] a Laosu.[zdroj⁠?!] V období od února do listopadu 1968 zničil 228 nepřátelských nákladních automobilů a 133 dalších poškodil.[zdroj⁠?!]
Do jara roku 1969 již létalo v jihovýchodní Asii šest strojů AC-130A Spectre.[zdroj⁠?!] V prosinci téhož roku k nim přibyl nově upravený Gunship ve standardu "Surprise Package". Toto jediné letadlo zničilo během svého 38 denního zkušebního nasazení 178 kamionů a dalších 63 poškodilo.[zdroj⁠?!] Navíc zaútočilo na tři stanoviště protivzdušné obrany, přičemž jedno z nich zcela zničilo a další dvě poškodilo masivními explozemi.
Od října 1970 do ledna 1971 bylo nasazeno v jihovýchodní Asii sedm strojů ve verzi AC-130E.
V průběhu kampaně, která trvala od roku 1971 do roku 1972, zničily Gunshipy více než 10 000 nepřátelských vozidel a 223 plavidel. Díky blízké letecké podpoře, kterou poskytly pozemním jednotkám, zachránily životy tisícům vojáků. Příměřím z ledna 1973 skončily bojové operace AC-130 ve Vietnamu a Laosu. Poslední bojová mise těchto letadel v Kambodži se uskutečnila 15. srpna 1973.

### Válka v Zálivu
Během operací Pouštní štít a Pouštní bouře v době války v Zálivu poskytovaly stroje AC-130, podobně jako v minulosti, přímou leteckou podporu pozemním jednotkám. K prvnímu nasazení došlo 29. ledna 1991 během bitvy o město Chafdží, když jedno z těchto letadel pomohlo zastavit iráckou obrněnou kolonu. O den později další tři AC-130 zaútočily na irácké kolony, které se snažily posílit pozice irácké armády severně od města Chafdží. 31. ledna 1991 v časných ranních hodinách byl jeden ze strojů AC-130H sestřelen raketou z přenosného kompletu Strela-2. Při incidentu zahynulo všech čtrnáct členů posádky.

## Specifikace

### Technické údaje
- Posádka:
  - Důstojníci: 5 (pilot, kopilot, navigátor, důstojník kontroly střelby, důstojník elektronického boje)
  - Poddůstojníci: 8 (letový inženýr, TV operátor, operátor infračervené detekce, člen posádky odpovědný za náklad, čtyři střelci)
- Rozpětí: 40,4 m
- Délka: 29,8 m
- Výška: 11,7 m
- Nosná plocha: 162,2 m²
- Maximální vzletová hmotnost: 69 750 kg
- Pohonné jednotky: 4× turbovrtulový motor Allison T56-A-15, každý o výkonu 3 700 kW

### Výkony
- Maximální rychlost: 480 km/h
- Dolet: 4 070 km
- Dostup: 9 100 m

### Výzbroj
- 2× 20mm kanón M61 Vulcan
- 1× 40 mm (1.58 in) 40mm kanón Bofors L/60
- 1× 105 mm (4.13 in)  Houfnice M102